# Creu Coberta de Xèrica
La Creu Coberta de Xèrica, a la comarca de l'Alt Palància, és un monument catalogat com Bé d'Interès Cultural, segons consta a la Direcció General de Patrimoni Artístic de la Generalitat Valenciana, amb codi identificador 12.07.071-015, no comptant amb anotació ministerial.
La creu, que és un exemple de creu de terme es troba al quilòmetre 40 de la carretera nacional N-234, i té la data 1511.
Es data la construcció al segle xvi, quan Lope Arecho, va decidir costejar la construcció de la creu de terme en 1511. En un primer moment es tractava de la creu únicament, i se li coneixia amb el nom de “Creu de Peiró”. Però, potser per les pluges i neus de la zona que podien espatllar l'obra escultòrica, es va procedir, en 1550 a construir una teulada. D'aquesta manera, podem descriure-la com un monument format pels quatre pilars estribats fabricats amb carreus, que presenta unes impostes de les quals parteixen quatre arcs ogivals.
Per la part interior del sostre es pot contemplar una volta de creueria, de creueria simple, decorada amb pintures. La part exterior, coberta amb teules àrabs vidriades, presenta quatre aigües.
Tot i que ja va ser reformada al segle xviii, la deixadesa i falta de manteniment fan que actualment es trobi en un preocupant estat de conservació que en posa en perill la viabilitat estructural.